# 開關模式電源

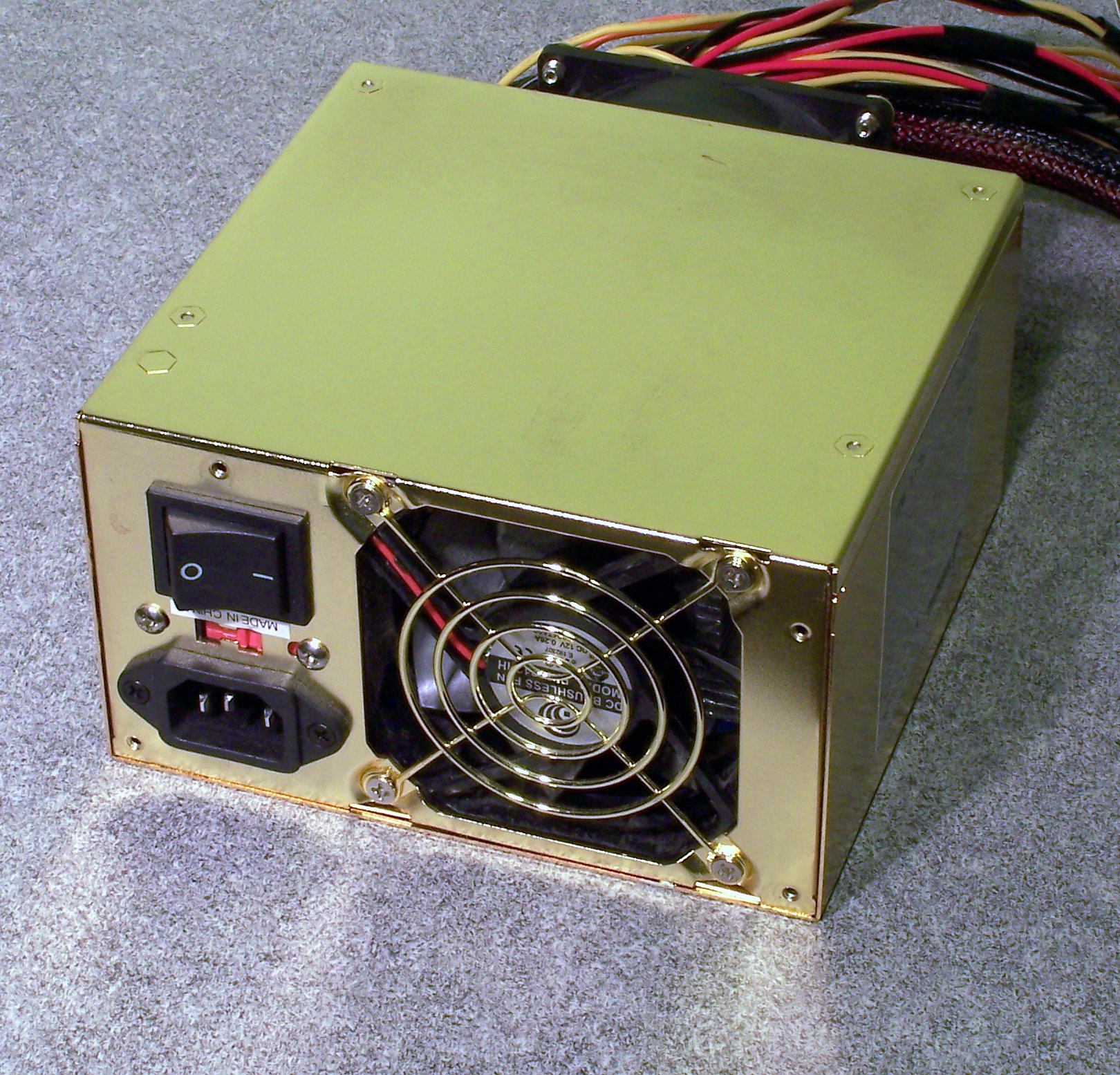
用于微型计算机（PC）的离线式（隔离型）开关电源。

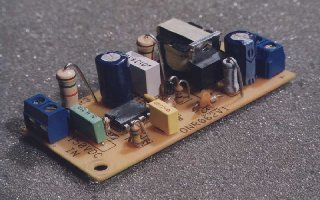
一個开关电源的硬體。

開關模式電源（英語：Switch Mode Power Supply，SMPS），又稱交換式電源、开关变换器或开关电路，是一种高频化电能转换装置，是電源供應器的一種。其功能是将一個位準的電壓，透過不同形式的架構轉換為用戶端所需求的電壓或電流。开关电源的輸入多半是交流電源（例如市電）或是直流電源，而輸出多半是需要直流電源的設備，例如个人电脑，而开关电源就進行兩者之間電壓及電流的轉換。
开关电源不同於线性电源，开关电源利用的切換晶體多半是在全開模式（饱和区）及全閉模式（截止区）之間切換，這兩個模式都有低耗散的特點，切換之間的轉換會有較高的耗散，但時間很短，因此比較節省能源，產生廢熱較少。理想上，开关电源本身是不會消耗電能的。電壓穩壓是透過調整電晶體導通及斷路的時間來達到。相反的，線性電源在產生輸出電壓的過程中，功率晶體工作在放大区，本身也會消耗電能。开关电源的高轉換效率是其一大優點，而且因為开关电源工作频率高，可以使用小尺寸、輕重量的變壓器，因此开关电源也會比線性電源的尺寸要小，重量也會比較輕。
若电源的高效率、體積及重量是考慮重點時，开关电源比線性電源要好。不過开关电源比較複雜，內部電晶體會頻繁切換，若切換電流未加以處理，可能會產生雜訊及電磁干擾影響其他設備，而且若开关电源沒有特別設計，其電源功率因数可能不高。

## 稳压电源的基本原理
可以把稳压电源想象成为如下的一种情形：当试图从一个直径较大的自来水管中取出连续不断的且较小的水流时，可以采用两种策略：一种是使用一个转接阀门，并将阀门开启在较小位置，这就是线性电源的工作原理（可以将阀门看作晶体管）。线性电源的电压调整晶体管上承受着很大的“压力”（具体的表现是转换为热能的形式散耗）；或者，可以改进一下，让大水管的水流到一个比较大的“水桶”裡，小水管连接到这个水桶上取水，接着，需要做的就是断续的打开/关闭大水管上的阀门，保证水桶内的水既不会完全没有，也不会因为太多而溢出——开关电源的基本原理就是如此。

## 与线性电源的比较
与传统的线性电源相比，开关电源的优势在于效率高（此处的效率可以简单的看作输入功率与输出功率之比），加之开关晶体管工作于开关状态，损耗较小，发热较低，不需要体积/重量非常大的散热器，因此体积较小、重量较轻。但开关电源工作时，由于频率较高，会对电网及周围设备造成干扰，因此，必须妥善的处理此问题。
线性电源的优势在于结构相对简单，可靠性相对较高，电流纹波率可以很容易的做到比较低，维修也较为方便。
实际上，现代的电路中，开关电源电路和线性电源电路在大多数情况下，是组合使用的——使用开关电源进行初步的变换，给纹波、精度要求不高的电路使用；同时，使用低壓差穩壓器（LDO）获取精密的、低纹波（噪声）的电压供诸如运算放大器（OP-AMP），模数转换器（A/D Converter）使用。

## 类型及拓扑
开关电源的拓扑指开关电源电路的构成形式。一般是根据输出地线与输入地线有无电气隔离，分为隔离及非隔离变换器。非隔离即输入端与输出端相通，没有隔离措施，常见的DC/DC变换器大多是这种类型。所谓隔离是指输入端与输出端在电路上不是直接联通的，使用隔离变压器通过电磁变换方式进行能量传递，输入端和输出端之间是完全电气隔离的。通常来说，为了保护使用者的人身安全，使用市电或输入电压高于安全电压（目前公认是36伏特）的开关电源必须是隔离式。

### 非隔離型拓撲
非隔離式變換器是最為簡單的交換式電源結構，它們的電源變換方式為「直流-直流」變換。根據電壓變換類型，分為三種基本類型：升壓斬波器（Boost Chopper，又稱Boost變換器，Boost Converter）、降壓斬波器（Buck Chopper，又稱Buck變換器，Buck Converter）以及降壓-升壓斬波器（Buck-Boost Chopper，又稱Buck-Boost變換器，Buck-Boost Converter），它們的結構都非常相似，輸入、輸出和地都會在一點上交匯，都使用電感器作能量存儲之用，它們之間的主要區別在於电感器的连接方式，若电感器放置于電路的输出端，则为降壓斬波拓撲；电感器放置于電路的输入端，则是升壓斬波拓撲。当电感器连接到地时，就是降壓-升壓斬波拓撲。由於結構的相似性，因此往往簡單改變這些電路拓撲中一些元器件的連接或是改變輸入極性，可成為另一種變換器拓撲，比如一個12V輸入、5V輸出的降壓斬波器可以將原輸出接地並從接地端引出新的輸出端獲得一個7V輸入、-5V輸出的降壓-升壓斬波器。
由降壓-升壓斬波電路，還衍生出升降壓斬波電路、Cuk、SEPIC以及ZETA等多種非隔離型直流-直流變換電路，SEPIC變換器和ZETA變換器都是Ćuk變換器的小幅重排版。實際使用中根據負載需要，基本升壓斬波電路以及基本降壓斬波電路的組合，可構成複合斬波器。對結構相同的基本斬波電路，可構成多相多重斬波器，以滿足負載對電源更高的穩定性和效能。近年來還出現一種只利用電容器作儲能元件的電荷泵變換器電路。另有中性點拓撲結構用於電源供應器以及有源濾波器上。
在脈衝佔空比極短時，開關器件的效率會下降。如果需要更高數值的電壓變換，那樣就需要用到帶變壓器的隔離型拓撲了。
下表是非隔离型拓扑類型總覽。表中「D」是變換器觸發脈衝的佔空比，數值在0到1之間。輸入電壓（V1）假定遠大於0；如果無輸入電壓，就沒有輸出電壓（V2）。
| 類型                                       | 典型輸出功率（W）; | 相對成本 | 儲能元件               | 輸入/輸出電壓關係                                                                 | 特性 |
| ------------------------------------------ | ------------------ | -------- | ---------------------- | --------------------------------------------------------------------------------- | --- |
| 降壓斬波電路 （Buck Chopper）              | 0–1,000            | 1.0      | 單電感器               | 0 ≤輸出≤輸入, {\displaystyle \scriptstyle V_{2}=DV_{1}}                           | 電流輸入需是連續的，輸入電壓高於輸出電壓，降壓，輸出電壓極性不變                                             |
| 升壓斬波電路 （Boost Chopper）             | 0–5,000            | 1.0      | 單電感器               | 輸出≥輸入, {\displaystyle \scriptstyle V_{2}={\frac {1}{1-D}}V_{1}}               | 電流輸入需是連續的，輸入電壓低於輸出電壓，升壓，輸出電壓極性不變                                             |
| 升壓-降壓斬波電路 （Buck-boost chopper）   | 0–150              | 1.0      | 單電感器               | 輸出≤ 0, {\displaystyle \scriptstyle V_{2}=-{\frac {D}{1-D}}V_{1}}                | 輸入和輸出的電流都是不連續的                                                                                 |
| 降壓-升壓斬波電路 （Split-pi或boost-buck） | 0–4,500            | >2.0     | 兩個電感器和三個電容器 | 輸出大於等於或小於等於輸入，大於0                                                 | 輸入或輸出功率控制                                                                                           |
| Ćuk變換器                                  |                    |          | 一個電容器和兩個電感器 | 任何，輸出輸入極性倒置，{\displaystyle \scriptstyle V_{2}=-{\frac {D}{1-D}}V_{1}} | 輸入和輸出電流都是連續的，加州理工學院的Slobodan Ćuk博士發表的降壓-升壓斬波變換器電路的改進形式              |
| SEPIC變換器                                |                    |          | 一個電容器和兩個電感器 | 任何, {\displaystyle \scriptstyle V_{2}={\frac {D}{1-D}}V_{1}}                    | 輸入電流是連續的                                                                                             |
| Zeta變換器                                 |                    |          | 一個電容器和兩個電感器 | 任何, {\displaystyle \scriptstyle V_{2}={\frac {D}{1-D}}V_{1}}                    | 輸出電流是連續的                                                                                             |
| 電荷泵（Charge pump） 或開關電容           |                    |          | 只有電容器             |                                                                                   | 电路简单，不需要磁性儲能元件电感器，使用电容來達成變換並输出，在一些離散的變換比率值上會擁有較高的轉換效率。 |

### 隔離型拓撲
所有的隔離式拓撲都包含一個變壓器，通過調整變壓器的匝數比可獲得更高或更低或是負電位的輸出電壓。在一些拓撲結構裏，可在變壓器上繞上多重繞組以便輸出多種電壓值。一些變換器還會利用變壓器充當儲能器件，而其它的變換器仍需要獨立的電感器。它們的電源變換方式均為「直流-交流-直流」變換。
| 類型                                                   | 輸出功率（W） | 相對成本 | 輸入電壓範圍（V） | 儲能元器件             | 特性                                                   |
| ------------------------------------------------------ | ------------- | -------- | ----------------- | ---------------------- | ------------------------------------------------------ |
| 返馳式變換器 （Flyback converter）                     | 0–250         | 1.0      | 5–600             | 互感器                 | 降壓斬波器的隔離式形態1                                |
| 振鈴扼流器（Ringing choke converter，RCC）             | 0–150         | 1.0      | 5–600             | 變壓器                 | 低成本、自振式的返馳式變換器的變體。                   |
| 半順向式變換器 （Half-forward）                        | 0–250         | 1.2      | 5–500             | 電感器                 |                                                        |
| 順向式變換器 （Forward converter）2                    | 100-200       |          | 60–200            | 電感器                 | 降壓斬波器的隔離式形態                                 |
| 諧振順向式變換器 （Resonant forward）                  | 0–60          | 1.0      | 60–400            | 電感器和電容器         | 單電源軌輸入，無穩壓輸出，高效率，低電磁干擾（EMI）    |
| 推挽式變換器 （Push-pull converter）                   | 100–1,000     | 1.75     | 50–1,000          | 電感器                 |                                                        |
| 半橋式變換器 （Half-bridge）                           | 0–2,000       | 1.9      | 50–1,000          | 電感器                 |                                                        |
| 全橋式變換器 （Full-bridge）                           | 400–5,000     | >2.0     | 50–1,000          | 電感器                 | 對變壓器的利用效率最高，在這幾種變換器中輸出功率最高。 |
| 諧振零電位式變換器 （Resonant, zero voltage switched） | >1,000        | >2.0     |                   | 電感器和電容器         |                                                        |
| 隔離式Ćuk變換器（Isolated Ćuk）                        |               |          |                   | 兩個電感器和兩個電容器 |                                                        |

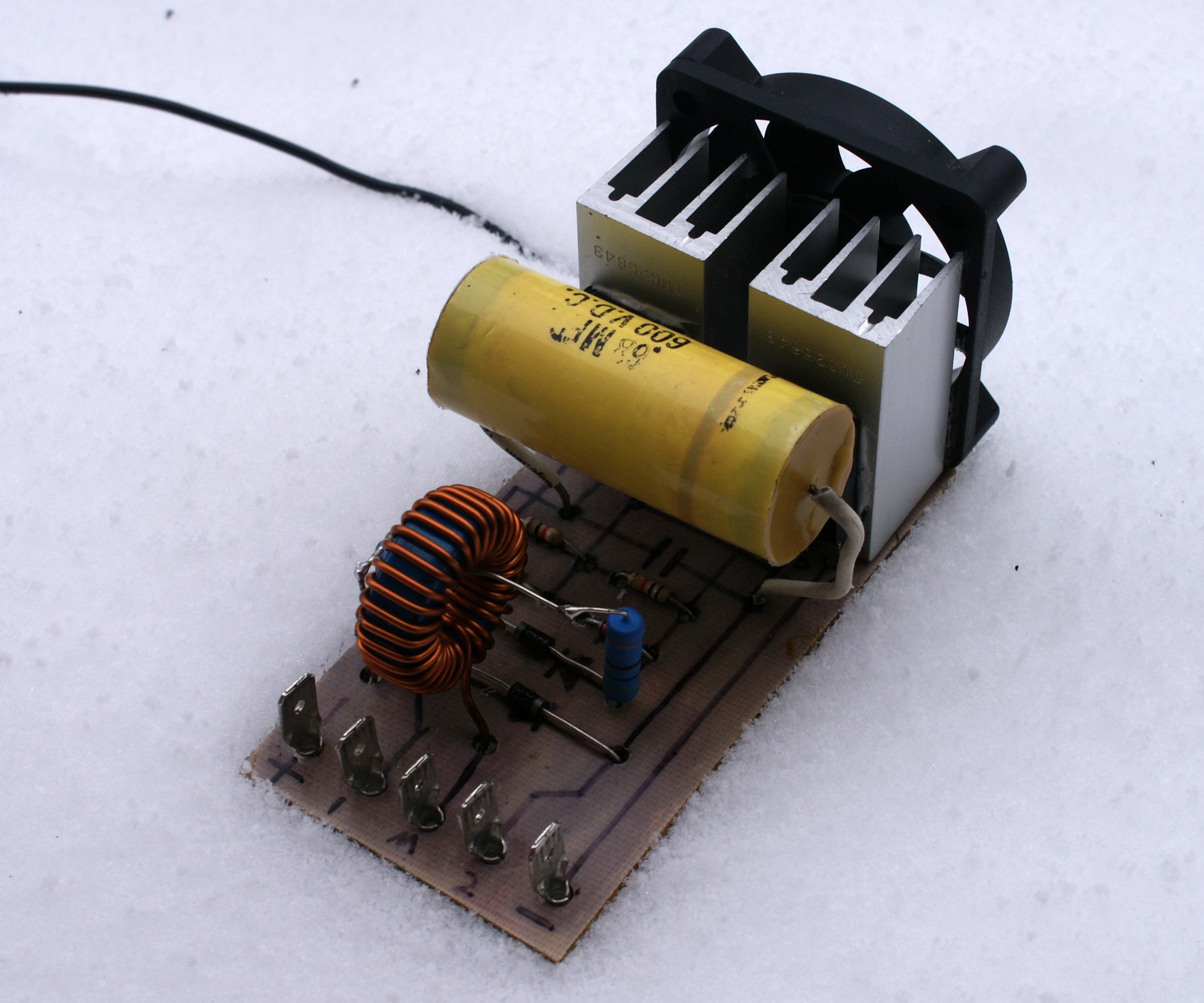
零電位式交換式電源供應器（Zero voltage switched power supplies），因能量損失低，發熱量很低，僅需要非常小的散熱器就可滿足需要，因此這類電源供應器可以將體積做得很小。圖中所示的ZVS可以提供1千瓦的功率，圖中不包括變壓器。

- ^1 返馳式變換器的對數控制回環的性能狀態可能會比其它類型變換器的更難控制。[9]
- ^2 順向式變換器也可細分，主要區別在於變壓器如何在每個電壓變換週期內重設至零磁通點。

### 準諧振零電流/零電壓開關

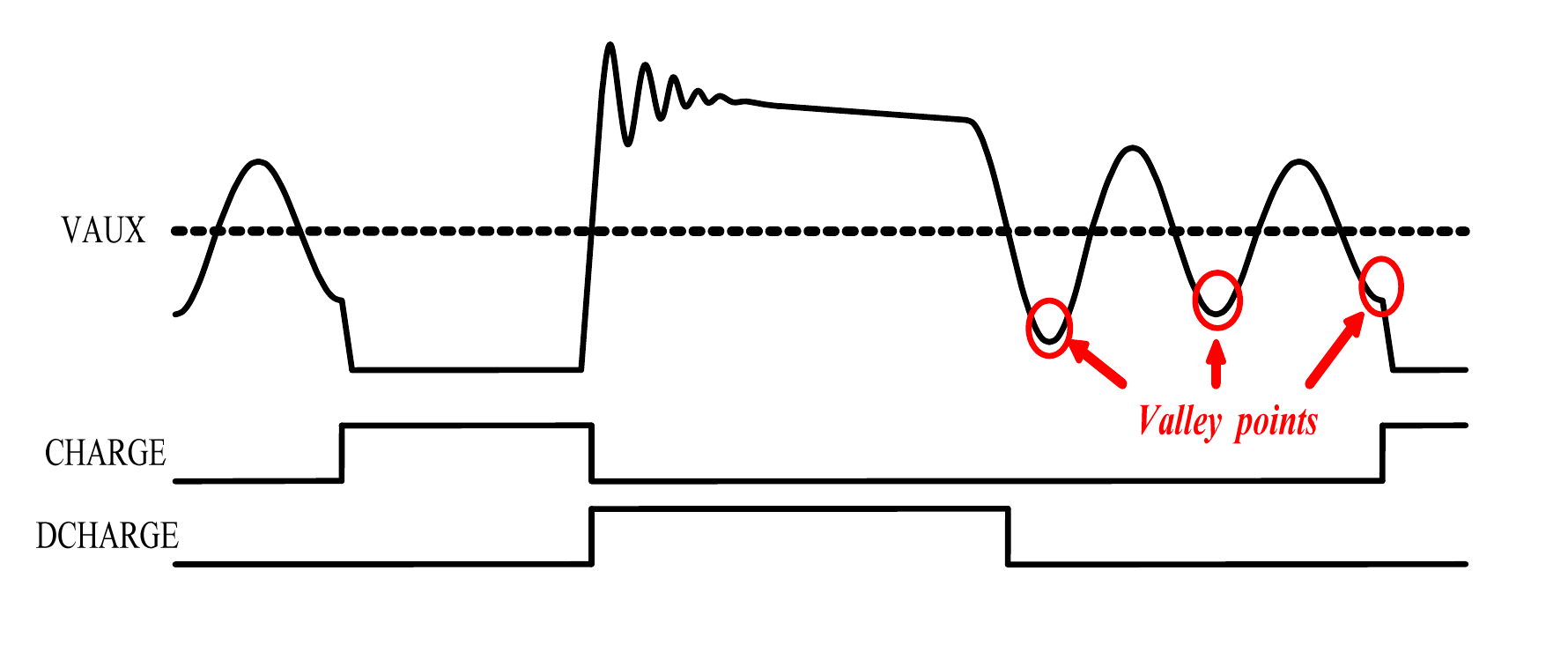
準諧振切換會在電壓值於最低值，且出現低谷時進行切換

在準諧振零電流/零電壓開關（quasi-resonant zero-current/zero-voltage switch，ZCS/ZVS）將電能拆分為一定大小的「封包」形式輸出，開關的開通和關斷發生在零電流點和零電壓點，而形成一個無損耗開關。準諧振開關（Quasi-resonant switching），也稱作波谷開關（valley switching），可從以下兩方面降低電磁干擾：
- 當電壓值降到最低值（於波谷時）使雙極型開關器件開關動作，將硬開關效應產生的電磁干擾降到最低。
- 當檢測到谷值時，使開關動作，不是通過固定的週期/頻率觸發開關器件，引入了將射頻發射頻譜分離的自然頻率抖動來降低整體的電磁輻射。

## 效率、電磁干擾
更高的輸入電壓以及同步整流模式使得交換式電源的電能轉換過程的效率更高，即使電源控制器的電能消耗也被計入。更高的開關頻率使得一些電源組件的體積得以減小，如變壓器，但是高頻率的開關動作會產生大量的電磁干擾。諧振式順向變換器產生的電磁干擾是所有類型的交換式電源中最小的，這是因為它使用了軟切換開關技術。傳統的硬切換開關會產生很大的電壓、電流突波。相對硬切換開關而言，軟切換開關可將電壓、電流的突波降到最低，

## 控制模式
控制模式是指稳定电压输出的方法。从采样量上可分为电流模式和电压模式。
- 电压模式：采样输出电压而进行负反馈的控制模式。
- 电流模式：采样输入电流和输出电压而进行负反馈的控制模式。
- 双电压模式：采样输出电压和输入电压进行负反馈的控制模式。

从转移函数上，可分为PID和Bang-Bang控制
- PID控制：采用锯齿波产生器和补偿网络构建的一阶或二阶PID控制系统。
- Bang-Bang控制：只采用比较器构建的迟滞控制系统。又称为迟滞模式。

## 混沌行為
開關模式電源中有許多不同種類的混沌特性，例如系統參數連續改變造成特性大幅改變的分岔（bifurcation）、奇異吸引子突然出現或是消失的危機（crisis）及陣發混沌（intermittency）。